# I Believe (canção de Nikki Yanofsky)
"I Believe" é uma canção da cantora canadense Nikki Yanofsky. Escrita por Stephan Moccio e Alan Frew, é a canção oficial da CTV nos Jogos Olímpicos de Inverno de 2010, em Vancouver. Alcançou a primeira posição na Canadian Hot 100, em 27 de fevereiro de 2010; "I Believe" foi a primeira canção de um artista canadense a chegar ao topo da parada nos últimos três anos, após "Girlfriend", de Avril Lavigne, em março de 2007. Foi notado pela mídia que o trecho "I believe in the power of you and I" está gramaticalmente incorreto.
Uma versão em francês, intitulada "J'imagine" foi gravada por Annie Villeneuve. Stephan Morrico  também gravou uma versão da canção original.

## Paradas musicais
| Parada (2010)    | Melhor posição |
| ---------------- | -------------- |
| Canadian Hot 100 | 1              |